# Myriam Vecchiola
Myriam Roma Vecchiola Trabucco (Chañaral, 31 de marzo de 1941-Chañaral, 31 de julio de 2020) fue una emprendedora, política y la primera mujer en desempeñar el cargo de alcaldesa de la comuna chilena de Chañaral. Falleció el 31 de julio de 2020, declarándose 3 días de duelo comunal en dicha localidad.

## Biografía
Descendiente de inmigrantes italianos, es hija de Guido Vecchiola Cabrera y de Rina Trabucco Maron.
Se desempeñó como alcaldesa designada por la dictadura militar desde el 31 de julio de 1987 hasta que entraron en funciones los primeros ediles elegidos democráticamente en las elecciones municipales de 1992. En tales comicios postuló, siendo elegida con la primera mayoría de los votos de entre veintiún candidatos. Sin embargo, debido a que la Concertación y la Unión Democracia y Progreso obtuvieron el mismo número de concejales electos, sumado al hecho de que la normativa vigente en la época (consistente en que los concejales eran elegidos en forma directa mediante el sistema electoral proporcional con cifra repartidora, los cuales -a su vez- elegían al alcalde entre sus miembros, lo que llevó a intensas negociaciones entre los distintos pactos, debido a que se contaban comunas en las que hubo empate entre el número de concejales (por ser número par los elegidos), siendo necesario en algunos casos, separar el período de ejercicio del alcalde en dos), Vecchiola entró en funciones recién en 1994.
En las elecciones municipales de 1996 logró la primera mayoría de los votos, siendo reelecta para ejercer el cargo de alcaldesa por un tercer período, en el que destacó por su ardua lucha (junto a otras autoridades regionales y comunales, y diversos dirigentes vecinales y ambientales) para que el gobierno central prestara atención y tomara medidas concretas respecto al desastre ecológico dejado en la Bahía de Chañaral por los relaves mineros que durante más de cincuenta años fueron desechados por la División Salvador de CODELCO Chile a través del Río Salado.
En las elecciones municipales de 2000 obtuvo el segundo lugar en las preferencias, siendo elegida concejala.

## Historial electoral

### Elecciones municipales de 1992
- Elecciones municipales de 1992, para la alcaldía de Chañaral.[8]

| Candidato                 | Pacto                          | Partido | Votos | %     | Resultado                              |
| ------------------------- | ------------------------------ | ------- | ----- | ----- | -------------------------------------- |
| Myriam Vecchiola Trabucco | Participación y Progreso       | Ind.    | 2289  | 33,25 | Alcaldesa por segundo período (2 años) |
| Samuel Kong Urbina        | Concertación por la Democracia | PPD     | 994   | 14,44 | Concejal                               |
| Raúl Rojas Barrera        | Concertación por la Democracia | DC      | 731   | 10,62 | Alcalde por primer período (2 años)    |
| Francisco Bravo Serrano   | Concertación por la Democracia | DC      | 603   | 8,76  | Concejal                               |
| Nida Vidal Riquelme       | Partido Comunista              | PC      | 374   | 5,43  | Concejala                              |
| Héctor Volta Rojas        | Concertación por la Democracia | PR      | 364   | 5,29  |                                        |
| Elvira Garay Abara        | Partido Comunista              | PC      | 278   | 4,04  |                                        |
| Gilberto Avaria Araya     | Concertación por la Democracia | PS      | 239   | 3,47  |                                        |
| Juan Varela Silva         | Unión de Centro Centro         | UCC     | 182   | 2,64  |                                        |
| Nicolás Álvarez Castillo  | Participación y Progreso       | Ind.    | 179   | 2,60  | Concejal                               |
| Manuel Cubillos López     | Concertación por la Democracia | DC      | 130   | 1,89  |                                        |
| Cledia Acevedo Vielma     | Participación y Progreso       | UDI     | 106   | 1,56  |                                        |
| Óscar Arredondo Castillo  | Participación y Progreso       | RN      | 98    | 1,42  | Concejal                               |

### Elecciones municipales de 1996
- Elecciones municipales de 1996, para la alcaldía de Chañaral.[9]

| Candidato                 | Pacto                          | Partido | Votos | %     | Resultado |
| ------------------------- | ------------------------------ | ------- | ----- | ----- | --------- |
| Myriam Vecchiola Trabucco | Unión Por Chile                | Ind-RN  | 2443  | 38,15 | Alcaldesa |
| Héctor Volta Rojas        | Concertación por la Democracia | PR      | 1295  | 20,22 | Concejal  |
| Juan Pessini Ogalde       | Concertación por la Democracia | DC      | 568   | 8,87  | Concejal  |
| Francisco Bravo Serrano   | Concertación por la Democracia | DC      | 507   | 7,92  |           |
| Víctor Flores Rojas       | Concertación por la Democracia | PS      | 348   | 5,43  | Concejal  |
| Nida Vidal Riquelme       | Partido Comunista              | PC      | 292   | 4,56  |           |
| Gilberto Avaria Araya     | Concertación por la Democracia | PS      | 285   | 4,45  |           |
| Teresita Luengo Merino    | Concertación por la Democracia | PPD     | 200   | 3,12  |           |
| Carmen Rojas Cornejo      | Unión Por Chile                | RN      | 127   | 1,98  | Concejala |
| Manuel Cortés Alfaro      | Partido Comunista              | PC      | 94    | 1,47  |           |
| Silvio Lai Otero          | Unión Por Chile                | Ind-UDI | 80    | 1,25  |           |
| Jorge Vidal Riquelme      | Partido Comunista              | PC      | 60    | 0,94  |           |
| Luis Muñoz Santander      | Unión Por Chile                | Ind-RN  | 40    | 0,62  | Concejal  |

### Elecciones municipales de 2000
- Elecciones municipales de 2000, para la alcaldía de Chañaral.[10]

| Candidato                 | Pacto                          | Partido | Votos | %     | Resultado |
| ------------------------- | ------------------------------ | ------- | ----- | ----- | --------- |
| Héctor Volta Rojas        | Concertación por la Democracia | PR      | 2181  | 35,14 | Alcalde   |
| Myriam Vecchiola Trabucco | Alianza por Chile              | Ind.    | 1868  | 30,10 | Concejala |
| Carlos Palma Vergara      | Concertación por la Democracia | DC      | 445   | 7,17  | Concejal  |
| Víctor Flores Rojas       | Concertación por la Democracia | PS      | 318   | 5,12  | Concejal  |
| Mary Álamos Gutiérrez     | Concertación por la Democracia | DC      | 311   | 5,01  | Concejala |
| Pedro Rivero Oliva        | Alianza por Chile              | Ind.    | 208   | 3,35  | Concejal  |

### Elecciones municipales de 2004
- Elecciones municipales de 2004, para la alcaldía de Chañaral.[11]

| Candidato                 | Pacto                          | Partido | Votos | %     | Resultado |
| ------------------------- | ------------------------------ | ------- | ----- | ----- | --------- |
| Héctor Volta Rojas        | Concertación por la Democracia | PR      | 4384  | 73,20 | Alcalde   |
| Myriam Vecchiola Trabucco | Alianza por Chile              | Ind.    | 1140  | 19,03 |           |
| Jorge Rojas Tapia         | Nueva Fuerza Regional          | Ind.    | 465   | 7,76  |           |